# Gärtnerplatz
Der Gärtnerplatz ist ein Platz in München. Er wurde um 1860 als zentraler Platz der neu erbauten Isarvorstadt zu Ehren Friedrich von Gärtners errichtet und von Max Kolb gestaltet. Er bildet den Mittelpunkt des Gärtnerplatzviertels. 

## Beschreibung
Er wurde ab 1975 wieder dem ursprünglichen Zustand angenähert. Insbesondere wurden im Laufe der folgenden zwei Jahrzehnte wieder alle Gebäudefronten zum Platz außer dem Theater in der ursprünglichen Farbgebung altrosa gestrichen.
Wegen der Probleme, die die Nutzung des Platzes als Liegewiese und Picknickplatz mit sich brachte (Lärm, Müll etc.), wurde der Platz im Frühjahr 2006 umgestaltet. Es entwickelte sich eine heftige Diskussion um diesen Umbau, wobei die Interessen der schon lange dort lebenden Bürger auf die Interessen der jungen neuen Bewohner des Stadtteils prallten. Hauptstreitpunkt war und ist die häufige Verletzung der Nachtruhe vor allem in den Sommermonaten sowie die Hinterlassenschaften von Mensch und Tier. Im Jahr 2020 stand der Gärtnerplatz aufgrund der verstärkten Popularität im Rahmen der COVID-19-Pandemie in Deutschland zusammen mit den Isarauen im Zentrum der Debatte um die Verhängung eines nächtlichen Alkoholverbots im öffentlichen Raum im Stadtgebiet von München.
Eine verkehrstechnische Eigentümlichkeit ist, dass der den Platz umlaufende Kreisverkehr an der Einmündung der südlichen Corneliusstraße von einer Ampelanlage unterbrochen wird, um den Vorrang von Linienbussen zu ermöglichen.
Am Gärtnerplatz befindet sich das 1865 erbaute Staatstheater am Gärtnerplatz.
In der Rondellmitte stehen sich mit dem Rücken zueinander die Büsten der ehemaligen Baumeister Konkurrenten Friedrich von Gärtner und Leo von Klenze (geschaffen von Friedrich Brugger) gegenüber. Von den ehemaligen Ganzkörperfiguren sind nur noch die Büsten übrig geblieben, nachdem im Zweiten Weltkrieg der Rest eingeschmolzen wurde.

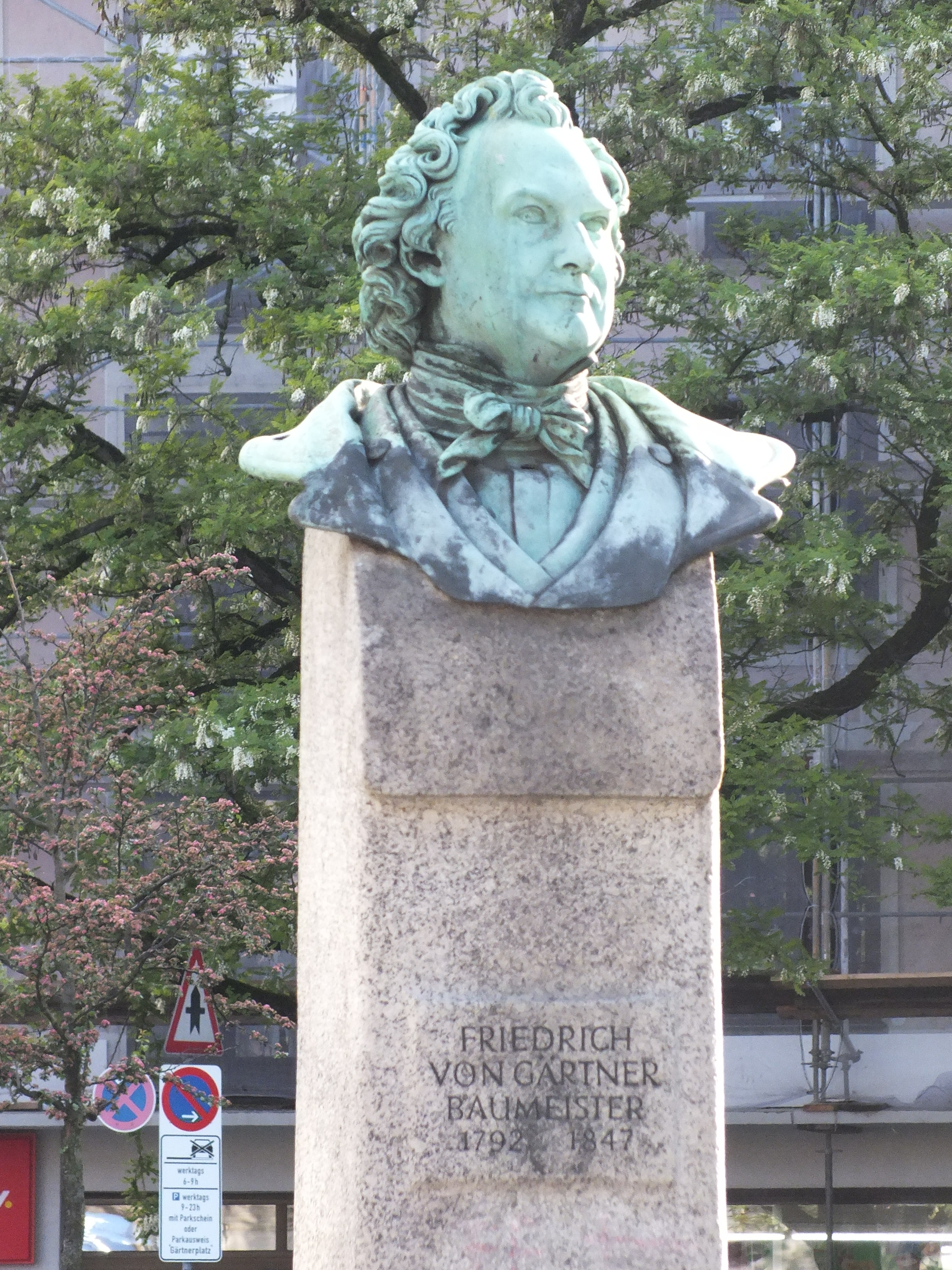
Büste Friedrich von Gärtners auf dem Gärtnerplatz
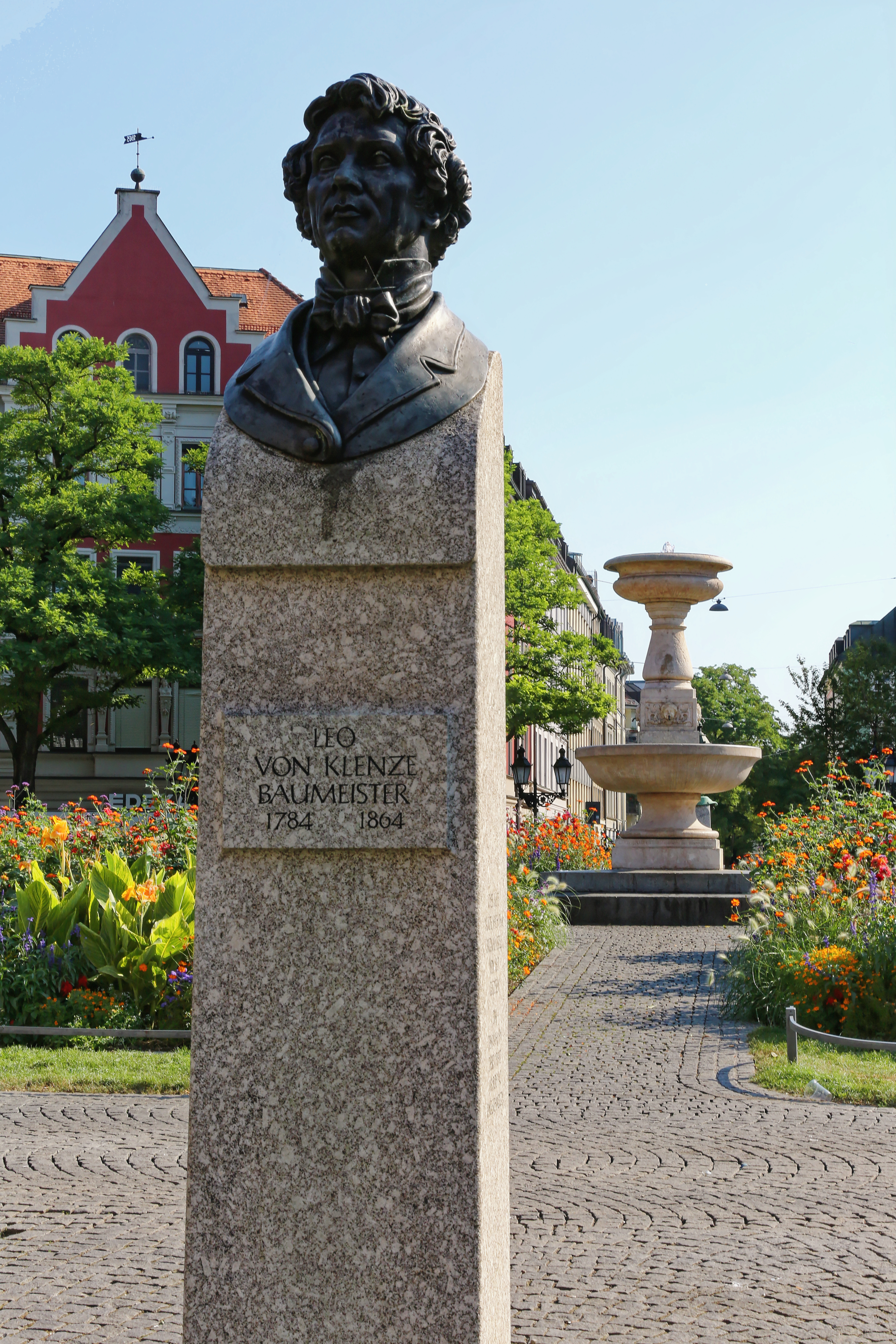
Büste Leo von Klenzes auf dem Gärtnerplatz
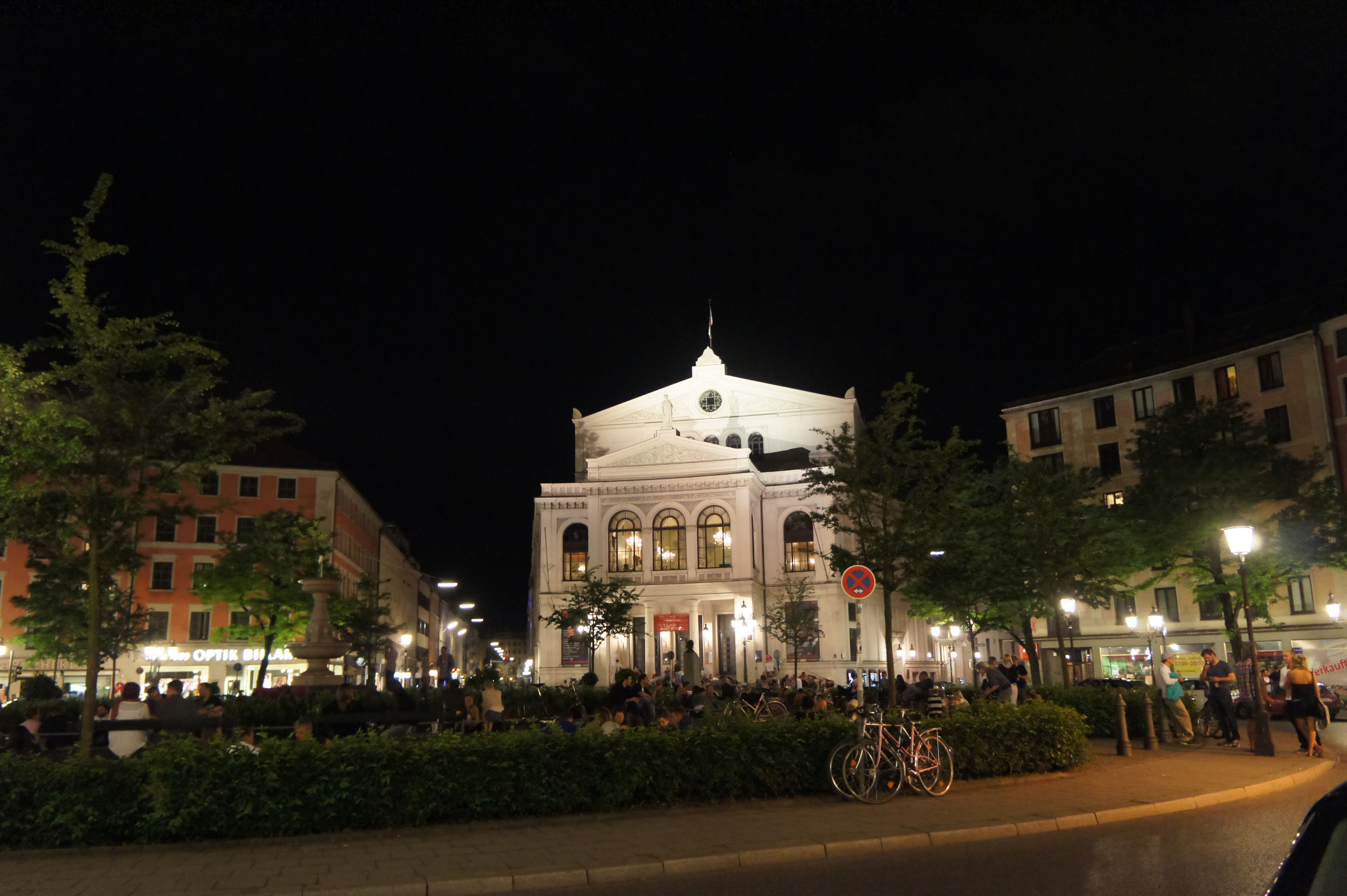
Der Gärtnerplatz bei Nacht mit dem Gärtnerplatztheater